# Circus ranivorus
L'albanella africana (Circus ranivorus (Daudin, 1800)) è un uccello rapace della famiglia degli Accipitridi originario della fascia di territorio compresa tra il Sudan del Sud e il Kenya e il Sudafrica.

## Descrizione

### Dimensioni
Misura 44-49 cm di lunghezza, per un peso di 382-590 g; l'apertura alare è di 105-125 cm.

### Aspetto
L'albanella africana è più piccola del suo cugino europeo, il falco di palude, ed ha il vertice marrone scuro, leggermente chiazzato di bianco. Le copritrici parotiche e il mento sono nettamente più chiari, con sfumature variabili di grigio o anche di bianco «sporco». Il becco è giallo alla base e nero all'estremità, e un anello oculare giallo circonda un occhio nero. Sotto la gola marrone è presente un collare sottile e bianco caratteristico di numerose albenelle, come Circus aeruginosus o Circus cyaneus. Il petto, da marrone a marrone scuro, è attraversato da strisce più chiare, talvolta bianche in alcuni individui, che scendono fino al ventre. I giovani differiscono nettamente dagli adulti per il fatto di avere il petto e il ventre di colore marrone scuro barrato da un segno bianco caratteristico. Le copritrici alari mantengono il colore marrone e sono delimitate da un sottile tratto bianco sulla spalla; le primarie sono striate di grigio e nero, diversamente da Circus aeruginosus, il falco di palude, che presenta primarie di colore bianco nella femmina e marrone scuro nel maschio. Anche le rettrici della coda sono striate di grigio e nero. Quando l'uccello è in volo, sono particolarmente evidenti le primarie a strisce grigie e nere, mentre tutte le copritrici rimangono marroni o beige a seconda dell'individuo.
Esiste un leggero dimorfismo tra maschio e femmina, che è più grande e presenta tonalità più scure sulle parti marroni.
Le tibie sono ricoperte da piume marroni e i tarsi sono gialli.

### Voce
Molto silenziosa, l'albanella africana diviene più loquace durante la stagione riproduttiva, quando emette dei piccoli woop e chuck-chuck.

## Biologia
Possiamo considerare l'albanella africana come un rapace acquatico che cercherà sempre di trovare uno specchio d'acqua sul suo territorio, tanto che il delta dell'Okavango costituisce uno dei luoghi in cui essa è più numerosa.

### Alimentazione
Il nome scientifico di questa specie, Circus ranivorus, è certamente più evocativo di quello comune, ma non è del tutto corretto. La sua dieta, infatti, è piuttosto varia: comprende rane, naturalmente, ma anche roditori di ogni genere; inoltre l'albanella è stata vista cacciare uccelli di ogni sorta, specialmente anatidi e jacane, e non esita a saccheggiare i nidi e a mangiare uova o attaccare i nidiacei; all'occasione si nutre anche di carogne. Caccia planando lentamente a media altezza al di sopra delle paludi per accelerare all'ultimo momento e catturare le prede in volo o lanciarsi in picchiata a terra sui roditori.

### Riproduzione
Può riprodursi praticamente in ogni periodo dell'anno nelle regioni aride, specialmente in Sudafrica, mentre il periodo di nidificazione è più marcato (e limitato ai mesi più secchi) in paesi come il Kenya, dove ha luogo in giugno-luglio. Costruisce il suo nido, o piuttosto la sua piattaforma, con rami, canne ed erba, e utilizza frequentemente i carici che trova vicino alle paludi. Abitualmente, la femmina depone 3 o 4 uova che vengono covate per 31-34 giorni. I giovani lasciano il nido dopo una quarantina di giorni.

## Distribuzione e habitat
L'albanella africana vive vicino alle paludi, ma ama le savane e ogni tipo di area aperta con specchi d'acqua, anche vicino ai terreni agricoli. È presente essenzialmente nell'Africa orientale e meridionale: in Sudafrica, naturalmente, ma soprattutto nel delta dell'Okavango in Botswana, oltre che in Namibia, Zambia, Repubblica Democratica del Congo, Tanzania, Uganda e Kenya.

## Conservazione
L'albanella africana è classificata come «specie a rischio minimo» dalla IUCN e compare nell'Appendice II della CITES. Non è teoricamente in pericolo, ma la riduzione del suo habitat causerà rapidamente dei problemi a questo magnifico rapace, dal momento che si stima che ogni coppia necessiti di un territorio di circa 100 ettari, compresa una vasta superficie di paludi. L'espansione demografica e l'allevamento stanno riducendo sempre più i suoi territori e la popolazione è in diminuzione. Recentemente sono state trovate delle tracce di DDT nelle uova e in questi casi queste ultime purtroppo non arrivano mai a schiudersi. Il Sudafrica ha da poco preso coscienza di questo problema ed ha classificato l'albanella africana come «vulnerabile» (Vulnerable). BirdLife International ha inoltre designato le paludi della regione di Caprivi in Namibia, a nord del delta dell'Okavango, come sito chiave per la conservazione, dove la specie gode di protezione totale.